# Chonocephalus japonicus
Chonocephalus japonicus är en tvåvingeart som beskrevs av Schmitz 1941. Chonocephalus japonicus ingår i släktet Chonocephalus och familjen puckelflugor. Inga underarter finns listade i Catalogue of Life.